# Bagisara brouana
Bagisara brouana là một loài bướm đêm thuộc họ Noctuidae. Loài này có ở Louisiana và Mississippi.
Địa bàn phân bố hạn chế với chế độ ăn đối với một chi thực vật hay loài thực vật có địa bàn phân bố hạn chế.